# Northrop AQM-35
Le Northrop AQM-35 (ou XQ-4) est un drone cible supersonique développé par la Northrop Corporation. Le projet commence en 1953 avec le modèle RP-61, devenant le Q-4 en 1954 après un contrat avec l'United States Air Force. Le premier vol a lieu en janvier 1956. Utilisé comme cible pour les missiles, le XQ-4 atteint Mach 1.55 avec un Westinghouse XJ81-WE-3 (en) et jusqu’à Mach 2.0 avec un General Electric J85-GE-5 (en). Seuls 25 exemplaires sont construits. Le programme est annulé dans les années 1960 en raison de problèmes techniques, malgré des performances de vol remarquables.

## Caractéristiques techniques
Longueur : 10,06 m
Variante Q-4B/AQM-35B : 10,77 m
Envergure : 3,38 m
Variante Q-4B/AQM-35B : 3,86 m
Hauteur : 1,69 m
Variante Q-4B/AQM-35B : 1,88 m
Diamètre du fuselage : 0,51 m
Poids à vide : 898 kg (1 980 lb)
Variante Q-4B/AQM-35B : 1 542 kg (3 400 lb)
Motorisation :
Moteur : 1x Westinghouse XJ81-WE-3 (turboréacteur léger et jetable)
Poussée : 8,1 kN (1 810 lbf)
Variante Q-4B/AQM-35B : 1x General Electric J85-GE-5 turboréacteur, poussée de 17,1 kN (3 850 lbf)
Performances :
Vitesse maximale : Q-4/AQM-35A : Mach 1,55
Variante Q-4B/AQM-35B : Mach 2,0
Plafond opérationnel : Q-4/AQM-35A : 18 288 m (60 000 pieds)
Variante Q-4B/AQM-35B : 21 336 m (70 000 pieds)